# Rosika Verberckt
Rosika Verberckt, geb. Rosika Heydens (Roeselare,  18 mei 1944) is een voormalige Belgische atlete, die was gespecialiseerd in de sprint en het hordelopen. Zij veroverde op vier verschillende onderdelen zeven Belgische titels. 

## Biografie

### Eerste successen
Rosika Heydens begon pas op achttienjarige leeftijd met atletiek in clubverband. Haar ouders gaven geen toestemming om lid te worden van de plaatselijke Atletiek Vereniging Roeselare (A.V.R.), maar kon uiteindelijk toch overhaald worden toen haar talent opgemerkt werd. Ze kreeg Erik Verberckt als trainer, met wie ze enkele jaren later zou trouwen. Ze nam zijn naam over, waardoor haar sportprestaties onder de naam Rosika Verberckt of Verberckt-Heydens ingeschreven staan.
Al snel bleek Rosika talentvol op de korte loopnummers. In 1967 behaalde ze haar eerste Belgische titel AC op de 200 m. Een jaar later volgde haar eerste titel op de 100 m. Vanaf 1970 schakelde ze over op het hordelopen. Daar veroverde ze vier titels op de 200 m horden en de eerste Belgische titel op de 400 m horden. Door een blessure kon ze zich niet kwalificeren voor de Olympische Spelen. Rosika Verberckt verbeterde dertienmaal een Belgisch record.
Verberckt komt uit de generatie vrouwelijke atleten die pionierswerk verrichtten. In hun tijd was er heel weinig sponsoring en begeleiding, waardoor alles vanuit de eigen kracht moest gebeuren. Ze was de eerste vrouw die in het Nationaal Comité actief was. In 1976 zegde ze de atletiek vaarwel. Ze stond toen aan de top en wilde in schoonheid eindigen. Haar echtgenoot en trainer legde zich daarna toe op het kunstschilderen en Rosika steunde hem hierbij.

### Clubs
Rosika Verberckt was aangesloten bij Koninklijke Atletiek Vereniging Roeselare en vanaf 1973 bij Roeselaarse Atletiekclub (R.A.C.), dat ze mee oprichtte.

## Belgische kampioenschappen
| Onderdeel    | Jaar                   |
| ------------ | ---------------------- |
| 100 m        | 1968                   |
| 200 m        | 1967                   |
| 200 m horden | 1970, 1973, 1974, 1975 |
| 400 m horden | 1976                   |

## Persoonlijke records
| Onderdeel    | Prestatie | Datum            | Plaats       |
| ------------ | --------- | ---------------- | ------------ |
| 60 m         | 7,6       | 19 oktober 1969  | Roeselare    |
| 100 m        | 11,9      | 3 mei 1969       | Blankenberge |
| 200 m        | 25,2      | 1972             |              |
| 100 m horden | 14,5      | 6 augustus 1972  | Brussel      |
| 200 m horden | 27,83     | 5 augustus 1975  | Brussel      |
| 400 m horden | 61,45     | 22 augustus 1976 | Brussel      |
| verspringen  | 5, 76 m   | 1970             |              |
| vijfkamp     | 4.257 p   | 1972             |              |

## Palmares

### 100 m
- 1966:  BK AC - 12,4
- 1967:  BK AC – 12,0
- 1968:  BK AC – 12,0

### 200 m
- 1966:  BK AC – 26,2
- 1967:  BK AC – 25,7
- 1968:  BK AC – 25,5

### 100 m horden
- 1970:  BK AC – 14,9
- 1971:  BK AC – 15,1
- 1972:  BK AC – 14,5
- 1973:  BK AC – 14,6

### 200 m horden
- 1970:  BK AC – 28,2
- 1971:  BK AC – 28,6
- 1973:  BK AC – 28,3
- 1974:  BK AC – 28,0
- 1975:  BK AC – 27,83

### 400 m horden
- 1976:  BK AC – 61,45

### verspringen
- 1972:  BK AC – 5,66 m

### vijfkamp
- 1965:  BK AC – 3.477 p
- 1967:  BK AC – 3.797 p
- 1969:  BK AC – 4.005 p
- 1970:  BK AC – 4.257 p
- 1973:  BK AC – 3.779 p
- 1974:  BK AC – 3.766 p

## Prijzen
- Gouden medaille stad Roeselare, 1967
- Grote prijs Femina : 2 accessit, 1968
- Nationale Bronzen medaille voor Sportverdienste, 1968
- Trofee voor Sportverdienste Stad Roeselare, 1974